# Linum carneum
Linum carneum är en linväxtart som beskrevs av A. St.-hil.. Linum carneum ingår i släktet linsläktet, och familjen linväxter. Inga underarter finns listade i Catalogue of Life.